# Starachowice
Starachowice est une ville polonaise de 55 126 habitants de Pologne méridionale située dans le Powiat de Starachowice, dans la Voïvodie de Sainte-Croix. Elle couvre une surface de 31,85 km2.

## Histoire
Le 1er avril 1939, l'ancienne ville de Wierzbik fusionne avec la population de Starachowice Fabryczne et le village de Starachowice Gorne. La nouvelle cité prend d'abord le nom de Starachowice-Wierzbnik, puis, en 1952, adopte son appellation actuelle. La ville abrite avant-guerre des usines d'armements.
Le 27 octobre 1942, le ghetto juif de Wierzbnik est liquidé par les nazis. Quatre mille Juifs sont envoyés dans le camp d'extermination de Treblinka et les autres, environ 1 600 Juifs, sont envoyés dans un camp de travail forcé à proximité de Starachowice. À la liquidation du camp de travail en 1944, les survivants sont tous déportés à Auschwitz où ils travaillent dans une usine de munitions et où beaucoup d'entre eux trouvent la mort.